# Tomás Xavier de Lima
Tomás Xavier Teles da Silva, markiz de Ponte de Lima, wicehrabia de Vila Nova de Cerbeira (ur. 12 października 1727, zm. 23 grudnia 1800) był portugalskim politykiem.
W okresie od 1 kwietnia 1786 do 15 grudnia 1788 sprawował urząd Sekretarza Stanu Spraw Zagranicznych i Wojny. W tym samym okresie był też pierwszym ministrem rządu.
W roku 1749 jego żona została Eugénia Maria Josefa de Bragança (ur. 1725). Został odznaczony Orderem Chrystusa. 